# Gilles Marceau
Pour l’article homonyme, voir Marceau.
Gilles Marceau C.R., B.A., LL.L. (27 septembre 1928-19 avril 2008) est un avocat et homme politique fédéral et municipal du Québec.

## Biographie
Né à Québec, il est avocat avant d'entamer sa carrière politique.
Élu député du Parti libéral du Canada dans la circonscription fédérale de Lapointe en 1968, il est réélu en 1972, 1974 et dans Jonquière en 1979 et en 1980. Il est défait par le progressiste-conservateur Jean-Pierre Blackburn en 1984.
Durant son passage à la Chambre des communes, il est secrétaire parlementaire du Secrétaire d'État du Canada de 1972 à 1973 et du ministre de la Justice et procureur général du Canada de 1974 à 1975.
Gilles Marceau termine sa carrière politique en servant comme maire de la municipalité de Jonquière de 1986 à 1991.
Le 6 novembre 2009, l'immeuble abritant le Centre fiscal de Jonquière, ouvert en 1983, est renommé « édifice Gilles-Marceau ».